# Pjeri Çorut
Pieri Çorut, també Zorut o Zorutti (Dolegna del Collio, Província de Gorizia, 27 de desembre de 1792- Udine, 23 de febrer de 1867) és considerat el bard popular furlà i un dels pares de la literatura furlana moderna. Molts dels seus poemes en friülà són escrits en el dialectes de la classe mitjana d'Udine, on va passar la major part de la seva vida.
És un poeta notable sobretot pels seus almanacs poètics Il strolic furlan (L'astròleg friülès), que publicà des del 1821 fins a la mort. Les seves Poesie no foren publicades fins al 1990, com la més coneguda, La plovisine (1831), i d'altres com Zuventut e primevere, Gnot d'avril, Primevere e cividât, Ce matine i Il bon pari, dedicada a l'emperador austriac Francesc Josep I.
La seva fascinació pels poetes romàntics li va valer elogis d'escriptors italians com Niccolo Tommaseo i Giosuè Carducci, però dures crítiques dels nous poetes friülans de després de la Segona Guerra Mundial, com Ugo Pellis i Pier Paolo Pasolini que el considera com un escriptor antiquat i sense caràcter poètic.